# Pétrel-Insel
Die Pétrel-Insel (französisch Île des Pétrels) ist eine kleine, 800 m lange und bis zu 45 m hohe Felseninsel vor der Küste des ostantarktischen Adélielands. Sie liegt nordwestlich der Rostand-Insel und ist die größte innerhalb einer Gruppe von Inseln am südöstlichen Ende des Géologie-Archipels.
Luftaufnahmen der Insel entstanden bei der US-amerikanischen Operation Highjump (1946–1947). Französische Wissenschaftler kartierten sie im Verlauf einer von 1949 bis 1951 dauernden Forschungsreise und benannten sie nach den Sturmvögeln (französisch Pétrel), die auf dieser Insel brüten. Nachdem die französische Forschungsstation Port Martin bei einem Feuer beschädigt worden war, errichteten hier im Januar 1952 Teilnehmer einer von 1952 bis 1953 dauernden französischen Expedition die Dumont-d’Urville-Station.